# Tokdo (LPH-6111)
Tokdo (LPH-6111) je vrtulníková výsadková loď Námořnictva Korejské republiky, která je ve službě od roku 2007. Jedná se o prototypovou jednotku třídy Tokdo.

## Technické specifikace
Tokdo měří na délku 199 m na šířku 31 m. Ponor lodi je hluboký 7 m a při plném výtlaku Tokdo vytlačí 18 800 t vody. O pohon se starají 4 dieselové motory SEMT Pielstick, díky kterým může loď plout rychlostí 43 km/h.

## Výzbroj

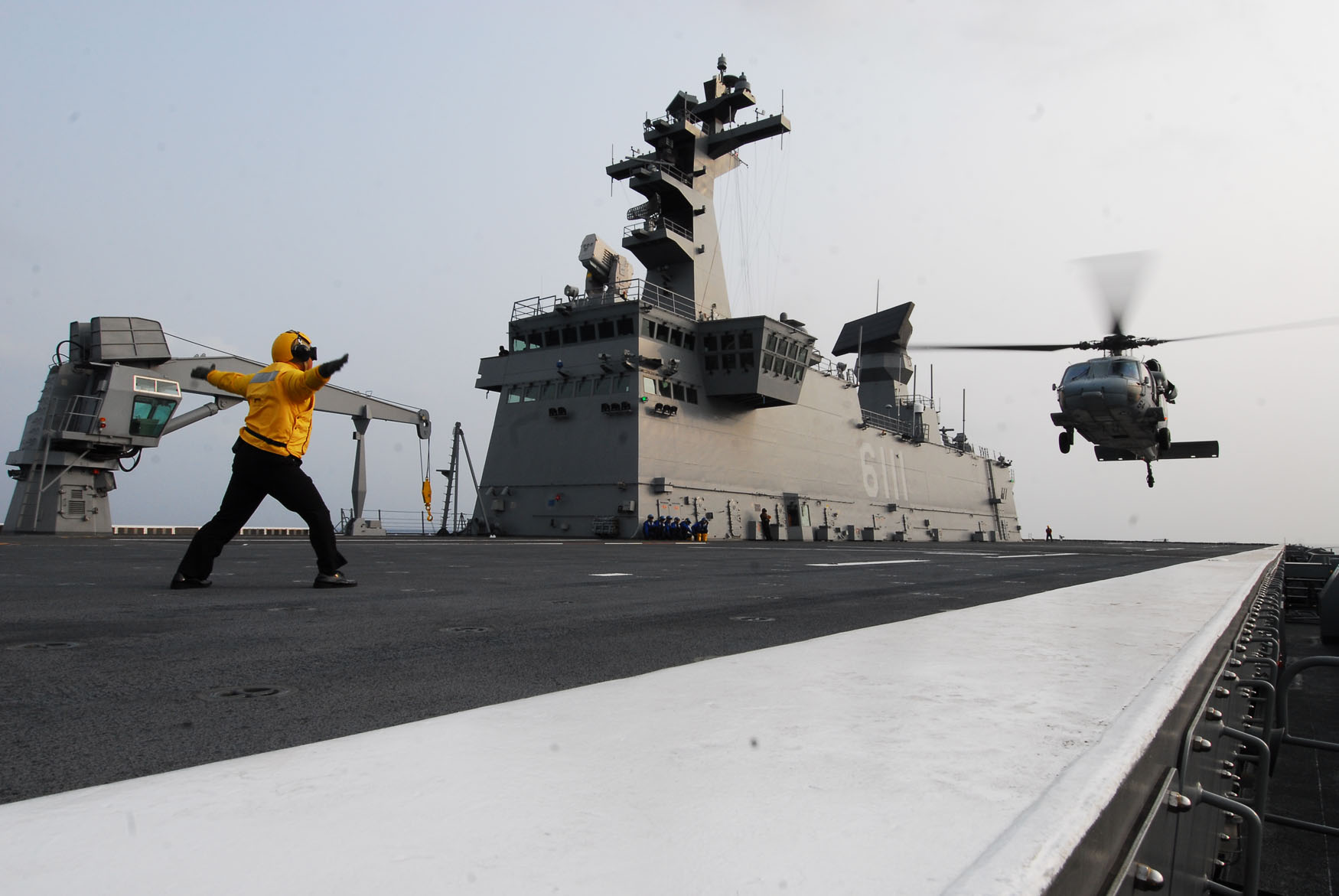
Americký vrtulník MH-60S Seahawk

Tokdo je vyzbrojena jedním raketovým systémem blízké obrany RIM-116 a dvěma 30mm hlavňovými systémy blízké obrany Goalkeeper, které mají za úkol bránit loď před protilodními střelami a letouny. Disponuje také přistávací plochou a hangárem až pro patnáct vrtulníků Sikorsky UH-60 Black Hawk nebo deset vrtulníků Sikorsky SH-60 Seahawk. Pro vyloďovací operace je loď vybavena šesti tanky, sedmi obojživelnými bojovými vozidly a dvěma výsadkovými vznášedly LCAC.

## Modifikace
V listopadu 2022 společnost HJ Heavy Industries získala zakázku na studie modernizace plavidla, jejíž dokončení je plánováno na rok 2027. Bojový řídící systém plavidla bude modernizován na úroveň Hanwha Systems Naval Shield Baseline 3.0 (stejný mají i fregaty třídy Čchungnam). Původní 3D vyhledávací radar Thales MW-08 nahradí jihokorejský radar LIG Nex1 SPS-550K, radar SMART-L nahradí jihokorejský radar kategorie AESA, IRST systém Safran Vampir nahradí jihokorejský Hanwha Systems SAQ-600K. Nové vybavení dostanou i řídící centra na palubě. Obranyschopnost plavidla posílí protitorpédové návnady TACM.

## Služba
Dne 12. listopadu 2024 na plavidle proběhly první zkoušky provozu STOL dronu General Atomics MQ-1C Gray Eagle (americká civilní registrace N450MV).